# 橋口いくよ
橋口 いくよ（はしぐち いくよ、1974年2月17日 - ）は、日本の小説家。BS-TBS番組審議会委員。

## 来歴・人物
鹿児島県生まれ、静岡県育ち。血液型O型。
1993年9月にTBSラジオ「シンデレラドリームオーディション第1期生」に合格し、「シンデレラドリーム ミッドナイト☆パーティー」木曜パーソナリティー「東京深夜探検隊」で活動を始める。1994年8月に自らの夢を叶えたいと降板。
2001年3月に小説「愛の種。」で作家として活動を始める。オリジナル小説や映画・テレビドラマ・漫画などの小説化、舞台脚本、作詞を手掛け、内田樹と名越康文らとの鼎談連載の単行本、エンターテイメント、純文学など多岐に渡って執筆する。近年は、フジテレビの番組「情報プレゼンター とくダネ!」、テレビ朝日の番組「ビートたけしのTVタックル」、MXテレビの番組「バラいろダンディ」などTV出演も多い。

## 著書

### オリジナル作品
- 愛の種。（2001年3月 幻冬舎／2005年3月 幻冬舎文庫）
- 蜜蜂のささやき（2002年2月 幻冬舎文庫）
- 原宿ガール（2008年7月 ダ・ヴィンチブックス）
- だれが産むか（2010年2月 幻冬舎）
- 小説 少年ハリウッド 赤・緑・ピンク（2012年7月 小学館文庫）
- 小説 少年ハリウッド 完全版（2014年6月 小学館文庫）

### ノベライズ
- チルソクの夏（2004年4月 幻冬舎／2007年2月 幻冬舎文庫）
- 水平線の光の中、また逢えたら Another「亡国のイージス」ジョンヒ ～静かなる姫～（2005年3月 幻冬舎文庫）
- 皇帝ペンギン（2005年8月 幻冬舎）
- 西遊記（2006年3月 扶桑社）
- 結婚できない男（2006年9月 扶桑社）
- 僕は妹に恋をする（2007年1月 小学校文庫）
- 吉祥天女（2007年5月 小学館文庫）
- 西遊記 劇場版ノベライズ（2007年7月 扶桑社）
- 小説 砂時計（2008年3月 小学館文庫）
- 小説 さくら前線 君だけの天使になる（2008年12月 小学館）- いく名義
- 恋*音 Second Season ストロベリー・ジンクス（2009年10月 小学館）
- THE LAST MESSAGE 海猿-UMIZARU-（2010年8月 小学館ジュニアシネマ文庫）
- ディズニーツムツムの大冒険 トキメキパティシエ・パーティ（2017年7月 小学館ジュニア文庫）
- 一礼して、キス（2017年10月 小学館ジュニア文庫）
- ディズニーツムツムの大冒険 ハラハラ！ジェットコースター（2018年2月 小学館ジュニア文庫）
- 花にけだもの（2018年8月 小学館ジュニア文庫）
- 花にけだもの Second Season（2019年4月 小学館ジュニア文庫）
- ノベルズ Bite Maker 俺たちの秘密（2020年12月 フラワーコミックス スペシャル）

### エッセイ
- アロハ萌え（2007年3月 講談社文庫）
- 猛烈に！アロハ萌え（2011年12月 講談社文庫）
- おひとりさまで！アロハ萌え（2013年3月 講談社文庫）

### 対談集
- 原発と祈り 価値観再生道場（2011年12月 ダ・ヴィンチブックス）- 内田樹、名越康文著。聞き手・文を担当
- 本当の大人の作法 価値観再生道場（2013年3月 ダ・ヴィンチブックス）- 内田樹、名越康文と共著
- 本当の仕事の作法 価値観再生道場（2014年3月 ダ・ヴィンチブックス）- 内田樹、名越康文と共著

### アンソロジー収録
- 恋時雨 恋はときどき泪が出る（2009年9月 ダ・ヴィンチブックス）- 「されど運命」「失恋のしかた」「イッツアスモールワールド」「アテクシちゃん」収録

### 漫画原作
- 少年ハリウッド -HOLLY TRIP FOR YOU-（2015年3月・講談社ARIAコミックス） 漫画 - 皇ソラ
  - アニメ『少年ハリウッド』のサイドストーリー漫画、原作とあとがきを担当

### その他
- Oggi　小説『カルティエ・ティファニー・ブルガリ ジュエリーに宿る、聖夜のTRUE LOVE STORY』掲載（2011年1月号・小学館）
- 群像　中編小説『かめこさま』掲載（2012年12月号・講談社）
- 群像　短編小説『芸能人気取り』掲載（2013年4月号・講談社）
- ダ・ヴィンチ（メディアファクトリー）
- アロハストリート（Web連載）
- GINGER
- 相原実貴著コミック『青天大睛』（第3巻巻末エッセイ・小学館）
- サントリークォータリー Number 79 winter 2005（2005年12月）
- 月刊ガンダムエース（2005年・角川書店）
- papyrus(パピルス）（2005年・幻冬舎）
- 吉原由起著コミック『お・ぼ・れ・た・い』（第1巻・小学館）
- 赤川次郎著『ひとり暮らし』（解説・幻冬舎）
- 唯川恵著『愛には少し足りない』（解説・幻冬舎）

## 舞台
原案・脚本・作詞
著書の『原宿ガール』を原案とした舞台『少年ハリウッド』（2011年4月）、『少年ハリウッド～僕らのオレンジにまた逢いたい～』（2012年2月 - 3月）の脚本・作詞を担当

## アニメ
原作・脚本・シリーズ構成
『少年ハリウッド -HOLLY STAGE FOR 49-』（2014年7月 - 9月）、『少年ハリウッド -HOLLY STAGE FOR 50-』（2015年1月 - 4月）の原作・脚本・シリーズ構成を担当
作詞
TVアニメ内の楽曲や少年ハリウッドプロジェクト公式アイドルZEN THE HOLLYWOODの楽曲、全ての作詞を手がける。
- ハロー世界 （第1話 - 第12話OP、第12・17・23・26話挿入歌）作曲 - 林哲司 / 編曲 - Kohei by SIMONSAYZ / 歌 - 少年ハリウッド[注 1]
- HOLLY TRIP （第14話 - 第26話OP）作曲 - 林哲司 / 編曲 - Kohei by SIMONSAYZ / 歌 - 少年ハリウッド
- 永遠 never ever （第24話ED、第1・10・13・14・20・24話挿入歌）作曲 - hero / 編曲 - Kohei by SIMONSAYZ / 歌（第1・13・24話） - 初代少年ハリウッド［風原乱（浅沼晋太郎）、広澤大地（保志総一朗）、大咲香（鈴木裕斗）、早水海馬（鳥海浩輔）、富井実（阪口大助）、柊剛人（浪川大輔）、伊達竜之介（岸尾だいすけ）］ / 歌（第10話・第14話・第20話・第24話） - 少年ハリウッド
- ハリウッドルール1・2・5 （第1話ED）作曲 - H&H / 編曲 - 林哲司 / 歌 - 少年ハリウッド
- 子鹿のくつ （第2話ED）作曲 - hero / 編曲 - R・O・N / 歌 - 風見颯（逢坂良太）
- 運気上昇イエローパンチ （第3話ED、第12・17話挿入歌）作曲・編曲 - Kohei by SIMONSAYZ / 歌 - 富井大樹（蒼井翔太）
  - 第17話は、ドラマ撮影で不在の富井大樹に代わり佐伯希星（山下大輝）が歌う。
- Life and death （第4話ED）作曲 - HARRY KARKLAND / 編曲 - 川端良征 / 歌 - カスタマイZ
- エアボーイズ （第5話ED、第26話挿入歌）作曲 - 林哲司 / 編曲 - 佐伯高志 / 歌 - 少年ハリウッド
- マジでJIN JIN （第6話ED、第12・第26話挿入歌）作曲・編曲 - Kohei by SIMONSAYZ / 歌 - 風見颯（逢坂良太）、甘木生馬（柿原徹也）
- ハロー世界 Popcorn ver. （第7話ED）作曲 - 林哲司 / 編曲 - 安部潤 / 歌 - 少年ハリウッド
- 永遠 never ever Bitter chocolate ver. （第8話ED）作曲 - 林哲司 / 編曲 - 下谷淳蔵 / 歌 - 舞山春（小野賢章）
- うたいたい歌 （第9話ED）作曲・編曲 - 大隈知宇 / 歌 - カスタマイZ
- チェリーチャンス （第10話挿入歌）作曲・編曲 - 林哲司 / 歌 - 高杉ちえり
- 三嶋限界線 （第10話挿入歌）作曲 - 林哲司 / 編曲 - 岩本正樹 / 歌 - 柿田川大介（浅沼晋太郎）
- ENDLESS STRIPE （第10話挿入歌）作曲 - hero / 編曲 - 志熊研三 / 歌 - 大咲香（鈴木裕斗）
- 赤い箱のクラッカー ～Let's party～ （第11話ED、第12・24・26話挿入歌）作曲 - 林哲司 / 編曲 - Kohei by SIMONSAYZ / 歌 - 佐伯希星（山下大輝）、富井大樹（蒼井翔太）、舞山春（小野賢章）
- ハロー世界 （第13話）作曲 - 林哲司 / 編曲 - Kohei by SIMONSAYZ / 歌 - 少年ハリウッド
- 奇跡のYES （第16話ED）作曲 - hero / 編曲 - Kohei by SIMONSAYZ / 歌 - ZEN THE HOLLYWOOD
- 僕たちのRevolution （第17話ED）作曲 - 林哲司 / 編曲 - Kohei by SIMONSAYZ / 歌 - 富井大樹（蒼井翔太）
- Pinkish Heart 愛 （第18話ED）作曲・編曲 - Kohei by SIMONSAYZ / 歌 - 舞山春（小野賢章）
- ロンリーPASSION （第20話挿入歌）作曲 - 林哲司 / 編曲 - Kohei by SIMONSAYZ / 歌 - 少年ハリウッド
- 仁義GREEN （第20話ED）作曲 - hero / 編曲 - 大川茂伸 / 歌 - 甘木生馬（柿原徹也）
- 真っ赤なプライド （第21話ED）作曲 - 林哲司 / 編曲 - 清水哲平 / 歌 - 風見颯（逢坂良太）
- 青いきゅんきゅんマフラー （第22話ED）作曲 - 林哲司 / 編曲 - 大川茂伸 / 歌 - 佐伯希星（山下大輝）
- 青春 HAS COME （第23話ED）作曲 - 林哲司 / 編曲 - Kohei by SIMONSAYZ / 歌 - ZEN THE HOLLYWOOD
- 籠の中の I love you 作曲 - hero / 編曲 - 林哲司 / 歌 - 富井大樹（蒼井翔太）
- キラキラDREAMER 作曲 - 林哲司 / 編曲 - 清水哲平 / 歌 - 佐伯希星（山下大輝）
- 太陽ポエム 作曲 - 林哲司 / 編曲 - R・O・N / 歌 - 風見颯（逢坂良太）
- 恋のRing 作曲・編曲 - 林哲司 / 歌 - 舞山春（小野賢章）
- ドレミファMUSIC 作曲・編曲 - R・O・N / 歌 - 甘木生馬（柿原徹也）
- NOEL STORY 作曲 - 林哲司 / 編曲 - Kohei by SIMONSAYZ / 歌 - 少年ハリウッド
- PINKY SWEAR 作曲 - hero / 編曲 - 宮崎誠 / 歌 - 大咲香（鈴木裕斗）
- 僕たちのタイムマシーン 作曲 - H&H / 編曲 - 睦月周平　/ 歌 - 高杉ちえり
- ハート全僕宣言！ 作曲 - 林哲司 / 編曲 - Kohei by SIMONSAYZ / 歌 - ZEN THE HOLLYWOOD
- アールグレイの季節 作曲 - hero / 編曲 - 岩本正樹 / 歌 - ZEN THE HOLLYWOOD
- 恋のレオパードバトル 作曲 - H&H / 編曲 - 林哲司 / 歌 - ZEN THE HOLLYWOOD
- BUY or DIE 作曲 - 林哲司 / 編曲 - 下谷淳蔵 / 歌 - ZEN THE HOLLYWOOD
- ZENKAI PLAY 作曲 ・ 編曲 - Kohei by SIMONSAYZ / 歌 - ZEN THE HOLLYWOOD
- バージンマジック 作曲 - 林哲司 / 編曲 - Kohei by SIMONSAYZ / 歌 - ZEN THE HOLLYWOOD
- HOT LOVER 作曲・編曲 - Kohei by SIMONSAYZ / 歌 - ZEN THE HOLLYWOOD
- Ho! Ho! Ho! 作曲 - hero / 編曲 - 睦月周平 /  - ZEN THE HOLLYWOOD
- ビーバイブレーション 作曲・編曲 - Kohei by SIMONSAYZ / 歌 - ZEN THE HOLLYWOOD
- クレイジーヒーロー 作曲 - hero / 編曲 - 河合英嗣 / 歌 - ZEN THE HOLLYWOOD
- さいれんぴーぽー 作曲 - T2&J3 / 編曲 - 下谷淳蔵 / 歌 - ZEN THE HOLLYWOOD

## メディア出演
アニメ映画
- DCスーパーヒーローズvs鷹の爪団（2017年） - リポーター 役

TV出演
- 情報プレゼンター とくダネ!　月曜日レギュラーコメンテイター
- ビートたけしのTVタックル　不定期出演
- くりぃむクイズ　ミラクル9 / 2018年3月7日放送
- Together〜誰にも言えないこと〜土曜スタジアム 2018年12月〜
- 踊る！さんま御殿　2019年6月4日
- バラいろダンディ　2019年7月〜